# Schwesendorf
Schwesendorf ist ein Gemeindeteil der Gemeinde Regnitzlosau im Landkreis Hof (Oberfranken, Bayern). Der Ort liegt in der Nähe des Dreiländerecks Bayern–Sachsen–Tschechien.

## Geografie
Das Dorf liegt etwa zwei Kilometer nordöstlich von Regnitzlosau an der Kreisstraße HO 4 zum Regnitzlosauer Gemeindeteils Prex. Nördlich benachbart ist der Gemeindeteil Förtschenbach, im Osten liegen Prex und Haag, im Südosten liegt Hohenschwesendorf, im Süden Raitschin und im Westen Regnitzlosau.

## Geschichte
Im Jahr 1324 gelangte Schwesendorf in den Besitz des Ritters Konrad von Reitzenstein. Im Jahr 1875 wurde der bisherige Gemeindename Haag amtlich in Schwesendorf geändert. Seit der kommunalen Neuordnung Bayerns, die am 1. Januar 1972 in Kraft trat, ist die vormalige Gemeinde, zu der auch die Gemeindeteile Haag und Hohenschwesendorf gehörten, ein Gemeindeteil von Regnitzlosau. Schwesendorf hatte damals 78 Einwohner und war damit eine der kleinsten Gemeinden in Bayern. 1988/89 wurde der Ort an das Wasserversorgungsnetz der Gemeinde angeschlossen.